# ユニバーサル・ソルジャー 殺戮の黙示録
『ユニバーサル・ソルジャー 殺戮の黙示録』（ユニバーサル・ソルジャー さつりくのもくしろく、原題：Universal Soldier: Day of Reckoning）は、2012年制作のアメリカ合衆国のSFアクション映画。『ユニバーサル・ソルジャー』シリーズ第4作目。R18+指定。

## あらすじ
ジョンはある日突然、武装集団に襲われて妻と娘を殺され、自らも瀕死の重傷を負ったが、9か月間の昏睡状態を経て奇跡的に一命を取り留めた。
FBI捜査官に見せられた写真から、犯人グループのリーダーが元兵士リュック・デュブローだと知ったジョンは、復讐を誓って退院すると早速デュブローの行方を追ってダンサーのサラに近づくが、凶暴な男マグナスの襲撃を受ける。
ジョンはサラを連れて逃げるうちにデュブローと対面し、そこで真相を知る。ジョンはデュブロー同様、政府によって開発された特殊兵士「ユニバーサル・ソルジャー」（ユニソル）であり、しかも彼はその新型タイプだった。ユニソル軍団を形勢するリュックを倒すために作られた「複製ジョン」が戻ってこなかったため、リュックに洗脳を解除されないようにニセの家族の記憶を植え付けられていた。つまり、ジョンにはもともと家族などいなかったのだ。
デュブローは、培養によって生まれた新世代ユニソルたちのリーダーとなっていた。そして、かつてのデュブローの宿敵だったスコットも今では協力者となり、ユニソルたちの反乱が始まろうとしていた。

## キャスト
| 役名                   | 俳優                           | 日本語吹替                                   |
| ---------------------- | ------------------------------ | -------------------------------------------- |
| リュック・デュブロー   | ジャン＝クロード・ヴァン・ダム | 板取政明                                     |
| ジョン/複製ジョン      | スコット・アドキンス           | 土田大                                       |
| アンドリュー・スコット | ドルフ・ラングレン             | 谷昌樹                                       |
| サラ                   | マライア・ボナー               | 寺井沙織                                     |
| マグナス               | アンドレイ・アルロフスキー     | 河合みのる                                   |
| ゴーマン               | ラス・ブラックウェル           | 荒井勇樹                                     |
| その他                 |                                | 原口馨 對間大樹 野川雅史 川村知香子 宮原秀美 |